# Isolepis aucklandica
Isolepis aucklandica är en halvgräsart som beskrevs av Joseph Dalton Hooker.
Isolepis aucklandica ingår i släktet borstsävssläktet och familjen halvgräs. Inga underarter finns listade i Catalogue of Life.